# Chris Fulton
Chris Fulton (* 27. November 1988 in Castle Douglas) ist ein schottischer Schauspieler.

## Leben und Karriere
Fulton stammt aus Castle Douglas, wo seine Familie das King’s Arms Hotel besitzt und betreibt, in dem er mitgearbeitet hatte wie auch in dem Imperial Hotel der Stadt. Fulton studierte Schauspiel an dem Royal Conservatoire of Scotland, wo er 2012 mit einem Bachelor of Arts graduierte.
Erste kleine Rollen erlangte Fulton 2015 in der Soap Doctors und der Miniserie Stonemouth, auf denen in Retribution und Clique Rollen über mehrere Episoden folgten, die alle auf verschiedenen BBC-Sendern liefen. Sein erster Filmauftritt war 2018 in dem schottischen Outlaw King. International bekannt wurde Fulton durch zwei Netflix-Serien, ab 2020 in Bridgerton als Sir Phillip Crane und 2021 in The Witcher als Feuermagier Rience.

## Filmografie
- 2015: Doctors (1 Episode)
- 2015: Stonemouth (Miniserie, 2 Episoden)
- 2016: Retribution (4 Episoden)
- 2017: Der junge Inspektor Morse (Endeavour, 1 Episode)
- 2017: Clique (6 Episoden)
- 2018: Outlaw King
- 2019: Succession (1 Episode)
- 2019: Our Ladies
- 2020–2022: Bridgerton (2 Episoden)
- 2021: The Witcher (4 Episoden)
- 2022: The Lazarus Project (2 Episoden)
- 2023–2024: Outlander (6 Episoden)
- 2023: Falling into Place
- 2024: Last to Brake (6 Episoden)